# Jerome Aloysius Daugherty Sebastian
Jerome Aloysius Daugherty Sebastian (* 22. November 1895 in Washington, D.C.; † 11. Oktober 1960) war ein US-amerikanischer römisch-katholischer Geistlicher und Weihbischof in Baltimore.

## Leben
Jerome Aloysius Daugherty Sebastian empfing am 25. Mai 1922 das Sakrament der Priesterweihe.
Am 22. Dezember 1953 ernannte ihn Papst Pius XII. zum Titularbischof von Baris in Hellesponto und bestellte ihn zum Weihbischof in Baltimore. Der Apostolische Delegat in den Vereinigten Staaten, Erzbischof Amleto Giovanni Cicognani, spendete ihm am 24. Februar 1954 die Bischofsweihe; Mitkonsekratoren waren der Bischof von Charleston, John Joyce Russell, und der Bischof von Bridgeport, Lawrence Shehan.